# Meteorus acronyctae
Meteorus acronyctae är en stekelart som beskrevs av Muesebeck 1923. Meteorus acronyctae ingår i släktet Meteorus och familjen bracksteklar. Inga underarter finns listade i Catalogue of Life.